# Heßlach (Weidenberg)
Heßlach ist ein Gemeindeteil des Markts Weidenberg im Landkreis Bayreuth (Oberfranken, Bayern). Heßlach liegt in der Gemarkung Görschnitz.

## Geographie
Das Dorf liegt am Weißenbächlein, einem rechten Zufluss der Warmen Steinach. Im Nordosten erhebt sich der Ziegenruck (613 m ü. NHN). Eine Gemeindeverbindungsstraße führt nach Görschnitz zur Staatsstraße 2181 (1,6 km östlich) bzw. nach Weidenberg zur St 2181 (1,3 km südlich). Eine weitere Gemeindeverbindungsstraße führt nach Gossenreuth (0,8 km nördlich). Einen halben Kilometer südwestlich steht auf freier Flur eine Eiche, die als Naturdenkmal ausgezeichnet ist.

## Geschichte
Der Ort wurde im Jahr 1378 als „zum Hesleins“ erstmals urkundlich erwähnt. Der Ortsname bedeutet Haselgebüsch.
Gegen Ende des 18. Jahrhunderts gab es in Heßlach 15 Anwesen. Die Hochgerichtsbarkeit stand dem bayreuthischen Stadtvogteiamt Bayreuth zu. Die Dorf- und Gemeindeherrschaft hatte das Amt Weidenberg. Grundherren waren das Amt Weidenberg (1 Söldengut, 4 Güter, 1 Halbgütlein mit Mühle, 4 Halbgüter, 1 Gütlein mit Schmiederecht, 1 geringes Gütlein, 1 Häuslein), die Pfarrei Weidenberg (1 Gütlein) und das Syndiakonat Weidenberg (1 Hof).
Von 1797 bis 1810 unterstand Heßlach dem Justiz- und Kammeramt Neustadt am Kulm. Nachdem im Jahr 1810 das Königreich Bayern das Fürstentum Bayreuth käuflich erworben hatte, wurde der Ort bayerisch. Infolge des Gemeindeedikts wurde Heßlach dem 1812 gebildeten Steuerdistrikt Görschnitz zugewiesen. Zugleich entstand die Ruralgemeinde Heßlach. Sie war in Verwaltung und Gerichtsbarkeit dem Landgericht Weidenberg zugeordnet und in der Finanzverwaltung dem Rentamt Bayreuth. Mit dem Gemeindeedikt von 1818 wurde Heßlach nach Görschnitz eingegliedert. Im Zuge der Gebietsreform in Bayern wurde Heßlach am 1. Januar 1978 nach Weidenberg eingemeindet.

### Baudenkmäler
- Haus Nr. 5: Wohnstallhaus[9]
- Haus Nr. 15: Ehemaliges Schulhaus[9]

## Religion
Heßlach ist seit der Reformation evangelisch-lutherisch geprägt und war nach Weidenberg gepfarrt.